# Виссер, Энди
Энди Виссер (нидерл. Andy Visser; род. 22 сентября 2004) — нидерландский футболист, нападающий клуба «Витесс».

## Клубная карьера
Виссер — воспитанник клубов «Дирен», МАСВ и «Витесс». 21 декабря 2023 года в поединке Кубка Нидерландов против «Херенвена» Энди дебютировал за основной состав последних. 14 января 2024 года в матче против «Утрехта» он дебютировал в Эредивизи.